# Louis Lallemant
Louis Lallemant SJ (auch: Louis Lallemand; * 1. November 1578 in Châlons-en-Champagne; † 5. April 1635 in Bourges) war ein französischer Priester, Jesuit und Theologe.

## Leben
Nach der Schulbildung bei den Jesuiten trat Louis Lallemant 1605 in die Gesellschaft Jesu ein. Nach der üblichen Ausbildung in Pont-à-Mousson empfing er im Jahr 1614 in Paris die Priesterweihe, wurde 1615 Spiritual im Kolleg in Bourges und wenig später schon Novizenmeister. Von 1626 an begleitete er die schon im Leben gereiften Jesuiten, die sich nach einer letzten sorgfältigen Prüfung dem Orden endgültig anzuschließen gedachten. Bald erkrankte er aber schwer und starb am 5. April 1635, einem Gründonnerstag; er wurde nur 47 Jahre alt.
Einzig vom Tod her sieht man das Leben richtig, sagte er: „Die Gelegenheit einen guten Tod zu sterben ist deshalb etwas so Kostbares, daß kein vernünftiger Mensch verpassen sollte, sie zu ergreifen ... zu sterben bei der Verkündigung der frohen Botschaft.“ Louis Lallemant gilt als ein wichtiger Vertreter der ignatianischen bzw. jesuitischen Schule der Askese.

## Werke
Es existieren, außer einigen Briefen, keine Schriften von Louis Lallemant. Seine Hörer pflegten mitzuschreiben, was er ihnen vortrug. Die veröffentlichten Aufzeichnungen stammen von Jean Rigoleuc, und in geringerem Umfang auch von Jean-Joseph Surin.
Papst Franziskus bemerkte im Jahr 2013 über sich selbst, er „stehe hingegen der mystischen Strömung von Louis Lallement“ (im Jesuitenorden) nahe.